# Khādemābād
Khādemābād (persiska: خادم آباد, Khādemabād) är en ort i Iran.   Den ligger i provinsen Khorasan, i den nordöstra delen av landet, 800 km öster om huvudstaden Teheran. Khādemābād ligger 935 meter över havet och antalet invånare är 479.
Terrängen runt Khādemābād är platt. Runt Khādemābād är det ganska tätbefolkat, med 185 invånare per kvadratkilometer. Närmaste större samhälle är Borzeshābād, 17,5 km norr om Khādemābād. Omgivningarna runt Khādemābād är i huvudsak ett öppet busklandskap.